# Khadfi Mokhammed Rhasalla
Moha, właśc. Khadfi Mokhammed Rhasalla (ur. 15 września 1993 w Wadżdzie, Maroko) – marokański i hiszpański piłkarz, grający na pozycji ofensywnego pomocnika.

## Kariera piłkarska

### Kariera klubowa
W 2010 rozpoczął karierę piłkarską w hiszpańskim Deportivo Huétor Tájar. Na początku 2014 roku przeszedł do Olimpika Donieck. 20 lipca 2016 został wypożyczony z prawem pierwokupu do Gimnàstiku Tarragona. 25 stycznia 2018 podpisał kontrakt ze Slovanem Bratysława.

## Sukcesy i odznaczenia

### Sukcesy klubowe
- mistrz Pierwszej ligi Ukrainy: 2014